# Н-зраци
Н-зраци (енгл. N-rays) представљају појаву коју је описао француски физичар Блондло (René-Prosper Blondlot) за коју се испоставило да је илузија а која се данас сматра једним од парадигматичних примера псеудонауке.
Блондло је био истакнути истраживач на универзитету у Нансију у Француској који је, очигледно инспирисан Рендгеновим примером и проналаском  рендгенских зрака, године 1903. обзнанио откриће нових зрака које је назвао Н-зраци (по Нансију). Међутим његово откриће није могао да понови и потврди ниједан инострани истраживач. Било је још неколико, углавном француских истраживача који су тврдили да могу да детектују нове зраке које емитују све супстанце, укључујући и људско тело, па је на крају и Француска академија наука морала да образује комисију да би се утврдио приоритет 'открића'. На крају се испоставило да је све било илузија изазвана коришћењем флуоросцентних заклона као детектора тако и физиолошким ефектом приликом рада са светлошћу слабог интензитета.
Нормално да је „откриће“ побудило међународни интерес па су физичари широм света прионули да понове експеримент. Међутим ни најпознатији и најспретнији међу њима нису успели у томе. Подстакнут сопственим неуспехом да понови оглед амерички физичар Р. Вуд, (енгл. Robert W. Wood) отпутовао је у Нанси да се лично увери о чему се ради. У току Блондлоових огледа, који су се одвијали у мрклом мраку и под слабо контролисаним условима, он би у тајности извадио призму из апаратуре али су експерименти били успешни без обзира. (Успех или неуспех огледа проглашавао је сам експериментатор, Блондло или његов сарадник, без посебних уређаја за регистровање 'зрака'. У другој прилици, у мрклом мраку, би заменио комад алуминијума који је био 'извор' зрачења комадом дрвета, а Блондло би Н-зрачење опазио као да се ништа није догодило. Након серије надмудривања са Блондлоом, Вуд је своје искуство с Н-зрацима објавио 29. септембра у часопису „Природа“ (Nature) где је јасно показао да је у питању чисто субјективна појава где су истраживачи опажали оно што су веровали да ће се догодити. После 1905. године нико ван Нансија више није веровао у Н-зраке и њихово постојање.
Ова епизода и данас међу научницима служи као подсећање на опасност увођења субјективног у научна мерења. У тој научној заблуди има и елемената патриотизма јер јер је Француска била поражена у пруско-Француском рату 1870. године па је након великог Рендгеновог открића икс-зрака требало нешто велико учинити и у Француској. 
Н-зраци се данас помињу понајвише као изврстан пример патолошке науке.
Без обзира, у центру Нансија једна улица и данас носи Блондлоово име вероватно потпуно заборављено због чега је то учињено.